# El buscador d'or
 El buscador d'or (Kdo hledá zlaté dno) és una pel·lícula txecoslovaca dirigida per Jiří Menzel, estrenada el 1975. Ha estat doblada al català.
El film va formar part de la selecció oficial a la Berlinale 1975.

## Argument
Un jove que torna del servei militar comença a treballar en la construcció de l'embassament de Dalesice.

## Repartiment
- Jan Hrusínský
- Jana Giergielová
- Július Pántik
- Míla Myslíková
- Alois Liskutín
- Frantisek Husák
- Frantisek Rehák
- Blazena Holisová
- Vlasta Jelínková
- Blanka Lormanová
- Oldrich Vlach
- Otakar Dadák